# Cheater
Cheater (del inglés cheat "trampa, engaño, timo") es el nombre usado en el ambiente de los videojuegos para referirse al jugador que usa cheats en los videojuegos; los cheaters frecuentan el ambiente de los juegos multijugador en línea.

## Descripción
Existen 2 clases de cheater:
- Cheater: Es la persona que se caracteriza por usar programas externos al juego, modificaciones del mismo o códigos para terminar un juego y/o derrotar más fácilmente a sus adversarios en juegos multijugador. Un cheater no necesariamente crea sus programas, sino los utiliza. Por esta razón, ocasionalmente se les acusa de lamer.

- Cheater-Hacker: Principalmente programadores, los cuales por diversión, reto o cualquier otro motivo crean cheats, actualizan antiguos o buscan vulnerabilidades del propio videojuego.

### Actitud de otros videojugadores ante los cheaters
Este tipo de videojugadores generalmente suelen ser perseguidos, rechazados y señalados por la gran mayoría de la comunidad de videojugadores y por los fabricantes de videojuegos; que en el caso de los juegos en línea, vigilan sus servidores mediante programas anticheats. Este es el caso de VALVE que mediante el VAC (Valve Anti Cheats) escanea y bannea permanentemente a los jugadores que utilizan cheats, impidiendo que puedan acceder de nuevo a servidores protegidos. Del lado de los propios aficionados han sido creados Punkbuster, GAME GUARD, Eirene, entre otros.
Aun así, a pesar del rechazo que puede presentarse en contra de los cheaters, la cantidad de videojugadores cheaters es considerablemente grande, existiendo por ello servidores en los cuales el uso de cheats está permitido ya que para sus jugadores es más o tan divertido jugar con ellos que sin ellos.

## Referințe
- Datos: Q127260602